# 死者はよみがえる
『死者はよみがえる』（ししゃはよみがえる、原題：To Wake the Dead）は、アメリカの推理作家ジョン・ディクスン・カーによる推理小説。発表は1938年。ギディオン・フェル博士ものの長編第8作目にあたり、カーの代表作の1つである。ハヤカワ・ポケット・ミステリ版のタイトルは『死人を起こす』。

## あらすじ
南アフリカのビール会社社長の息子で作家のクリストファ・ケントは、友人のダン・リーパーとある賭けをすることになった。無一文でヨハネスブルグを出発し、10週間後の2月1日午前10時にロンドンのローヤル・スカーレット・ホテルで落ち合うというもので、その間、小切手を現金化したり自分の名前を使って旅費を補ったりしてもいけない。それに成功したらダンがケントに千ポンド渡すというものだった。
約束の前日の1月31日、ケントは無事にロンドンに着いたものの、すっかり金を使い果たしてしまっていた。空腹に耐えかねていたケントの前に、たまたま落ち合う予定のホテルの707号室の宿泊カードが舞い降りてきたことから、707号室の宿泊客を装って朝食にありつく。ところが、707号室に最近泊まっていた婦人が部屋に大事な腕輪を忘れたという伝言が入ったため、ケントは腕輪を探すためにポーターに連れられて部屋へ入ることになる。707号室のドアのノブには赤いインキで「女の死体」と書きなぐられた札がかかっていた。ポーターに鍵を開けてもらい、1人室内に入ったケントが見たものは、衣装トランクに頭を突っ込んで横たわっている女性の死体であった。また、腕輪も引き出しの中に見つからなかった。状況から自分に嫌疑がかかりかねないと思ったケントはホテルから逃走し、ギディオン・フェル博士に助けを求めた。
フェル博士の家にはハドリー警視も来ており、一部始終を話したケントはハドリーから、殺された女の死因は絞殺で、死後顔を叩きつぶされていたこと、そして彼女がケントのいとこのロドニー・ケントの妻のジョゼフィン（ジェニー）であると聞かされる。さらにハドリーは、1月14日、ロドニーも滞在先のサセックスのジャイルズ・ゲイ卿の屋敷で絞殺されたと告げる。
ロドニー殺しの容疑者として、ジャイルズ卿の屋敷「四つの玄関の家」の前の持主であるリチー・ベローズが逮捕されて留置場 に入れられていた。ベローズはロドニーが殺された深夜2時に泥酔して「四つの玄関の家」のソファで寝そべっていたと言う。ベローズは、ロドニーが殺された「青の部屋」の戸口の側で大きなホテルで見かける濃紺の制服を着た男を見かけたと言う。

## 主な登場人物
クリストファ・ケント
通称クリス。南アフリカのビール会社の社長の息子。作家。
ダン・リーパー
クリスの友人。南アフリカの実業家。政治家。
メリッタ・リーパー
ダンの妻。
フランシーン・フォーブズ
ダンの姪。
ロドニー・ケント
クリスのいとこ。ダンの政治上の秘書。
ジョゼフィン・ケント
通称ジェニー。ロドニーの妻。
ハーヴィ・レイバーン
ダン一家の親友。
ジャイルズ・ゲイ卿
ノースフィールドに住む引退した政治家。
リチー・ベローズ
ジャイルズ卿の屋敷のもとの持ち主。
ケネス・ハードウィック
ローヤル・スカーレット・ホテルの支配人 。
ジョプリー・ダン夫人
同ホテル707号室の前客。
ギディオン・フェル
探偵。
ハドリー
ロンドン警視庁の警視。

## 作品の評価
- 江戸川乱歩は「カー問答」（『別冊宝石』、カア傑作集、1950年）[1]の中で、カーの作品を第1位のグループから最もつまらない第4位のグループまで評価分けし、本作を第1位のグループ6作品の4番目に挙げている[注 1]。